# Мамаду Діалло
Мамаду Діалло (фр. Mamadou Diallo, нар. 21 серпня 1971, Дакар) — сенегальський футболіст, що грав на позиції нападника, який на клубному рівні пограв у чемпіонатах 12 країн на чотирьох континентах, а також захищав кольори національну збірну Сенегалу.

## Клубна кар'єра
У дорослому футболі дебютував 1988 року виступами на батьківщині за команду «Сотра», а згодом у 1991–1993 роках грав за «Порт Отоном». 
Погравши 1993–1995 року в Марокко за «Кавкаб», уперше попрямував до Європи, приєднавшись на умовах оренди до швейцарського «Санкт-Галлена».
Сезон 1996/97 провів у лавах «Зейтінбурнуспора», аутсайдера турецького найвищого дивізіону, після чого приєднався до норвезького «Ліллестрема». У команді з Ліллестрема до основного складу не пробився, а 1999 року був відданий в оренду спочатку до німецького «Дуйсбурга», а згодом до «Волеренги».
2000 року перейшов до американського «Тампа-Бей М'ютіні», де відразу ж став відкриттям сезону, забивши по його ходу 28 голів у 30 іграх і ставши найкращим бомбардиром MLS. Утім наступного сезону результативність сенегальця суттєво погіршилася, після чого він 2002 року перейшов спочатку до «Нью-Інгленд Революшн», а згодом до «Нью-Йорк Метростарс».
Згодом нападник грав у Єгипті за «Аль-Аглі», у Швеції за «Гетеборг», у Малайзії за «Паханг» та в ПАР за «Джомо Космос», а завершував ігрову кар'єру протягом 2006—2007 років у малійському клубі «Джоліба».

## Виступи за збірну
1994 року дебютував в офіційних матчах у складі національної збірної Сенегалу.
У складі збірної був учасником Кубків африканських націй 1990 і 1994 років.
Загалом протягом кар'єри в національній команді, яка тривала 7 років, провів у її формі 46 матчів, забивши 21 гол.

## Титули і досягнення
- Найкращий бомбардир MLS (1):

2000